# 吉良尊義
吉良 尊義（きら たかよし）は、南北朝時代の武将。後期東条吉良（下吉良）氏初代。三河国東条城主。

## 名前
吉良満義の子として誕生。『尊卑分脈』・『系図纂要』・『養寿寺本吉良系図』など系図の多くは諱を尊義としているが、同時代の記録（後述）では義貴（よしたか）となっている。江戸時代末期の嘉永6年（1853年）成立の『三河軍紀』に拠れば、足利尊氏より偏諱を受け「尊義」と名乗ったとするが、尊氏没後に「義貴」を名乗っていることが明らかであり、仮に「尊義」を名乗ったとしても尊氏の偏諱であるとは言えない。

## 同時代の記録
『友山録』に正平23年/応安元年（1368年）9月23日、東福寺において寂光寺殿（吉良満義）の十三回忌が営まれた際、友山士偲が詠んだ法語が収められており、法要を営んだのが息子の「中務大輔従五位上」の「源朝臣義貴」であり、彼が「九歳之時」に満義が没したと記されている。

## 後期東条吉良氏の成立

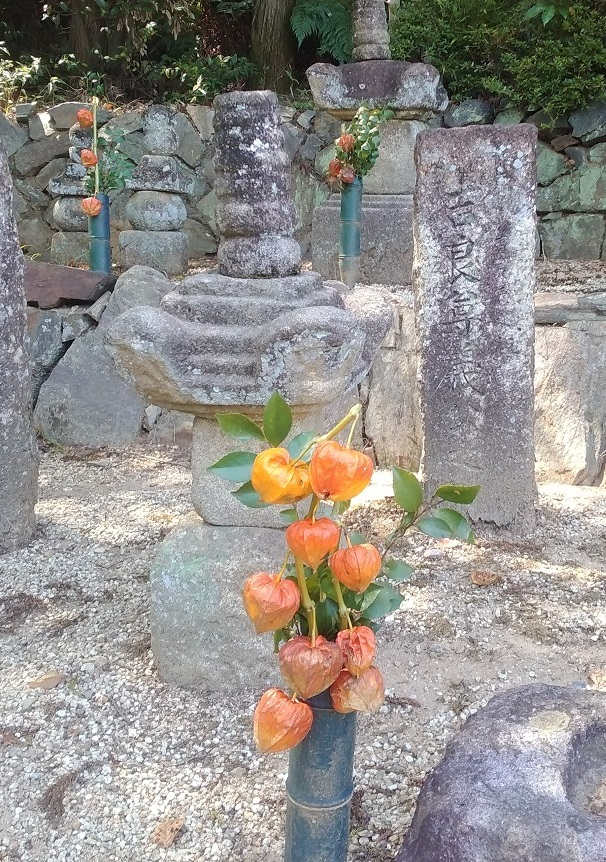
西尾市花岳寺の吉良尊義の墓

奥州（武蔵）吉良氏（前期東条吉良氏）の吉良貞家・満家父子が陸奥国に去った後、東条の地は惣領家である西条吉良氏が接収し、吉良満義の隠居料となった。『今川記』には、満義没後、尊義がその隠居料である東条の地を押領したため、長兄・満貞と対立、合戦にも及んだが後に和談が成立し、「吉良東条殿」（後期東条吉良氏）を興すに至ったという記述がある。この記述について、従来は観応の擾乱勃発後、足利直義派として各地を転戦、直義の死後はその養子・直冬や南朝と結んで執拗に尊氏に敵対する満貞に対して、一向に恩賞に与れない被官層が不満を募らせ、尊義は被官層の後援を得て惣領になろうと行動を開始した、という解釈がなされてきた。
しかし、満義没時に9歳であった尊義が自らの意志で惣領獲得に乗り出したとは思われず、むしろ晩年の満義が前面に出て、幼い尊義を惣領に立てることで吉良一族の幕府への帰順を進めようとしたのではないか、という見方が出ている。尊義は一度は惣領を継いだものの、結局、強力な満貞の勢力を削ぐことが出来ず、満貞の幕府・北朝帰順後はその座を明け渡すことになったが、一旦惣領となったことは無視することができず、他の兄弟が別姓を名乗る中、「吉良」姓を名乗り満義の隠居料を相続することができた、とする。
こうして「下吉良」（後期東条吉良氏）は成立するが、惣領争いの遺恨は残り、応永19年（1412年）の合戦の記録が残るなど、室町時代を通じて西条・東条両吉良氏は対立・抗争を繰り返すこととなった。
没年はわかっていないが、応永20年（1413年）の時点で尊義の院号である「霊源寺」を記す記録がありこれ以前に没したと見られる。